# Verner Göth
Nils Ludvig Verner Göth, född den 15 april 1898 i Karlshamn, död den 27 februari 1976 i Eksjö, var en svensk militär.
Göth avlade studentexamen 1916 och officersexamen 1918. Han blev fänrik vid Kalmar regemente 18 och löjtnant där 1920, vid Jönköpings-Kalmar regemente 1928. Göth genomgick Gymnastiska centralinstitutet 1923–1925 och Krigshögskolan 1929–1931. Han blev kapten vid regementet 1933, vid generalstaben 1934, vid Norrbottens regemente 1937 och vid generalstabskåren 1938. Han var avdelningschef i arméstaben 1938–1942. Göth befordrades till major i generalstabskåren 1939, till överstelöjtnant där 1941 och vid Jönköpings-Kalmar regemente 1942. Han blev överste i regementet 1944 och var chef där 1945–1949. Göth var verkställande direktör för Allmänna änke- och pupillkassan 1949–1963. Han blev riddare av Svärdsorden 1938 och av Vasaorden 1942, kommendör av andra klassen av Svärdsorden 1948 och kommendör av första klassen 1954. Göth vilar på Sankt Lars kyrkogård i Eksjö.